# Luizinho (futebolista, 1958)
Luiz Carlos Ferreira, o Luizinho (Nova Lima, 22 de outubro de 1958) é um ex-futebolista brasileiro que atuava como zagueiro. 

## Carreira
Luizinho é o terceiro jogador que mais jogou pelo Atlético Mineiro.

## Seleção Brasileira
- Pela Seleção Brasileira atuou em 36 partidas, 27 vitórias, 7 empates, 2 derrotas, 2 gols;